# Stadio Tullio Saleri
Lo stadio comunale Tullio Saleri è uno stadio polisportivo ubicato nel comune italiano di Lumezzane, in provincia di Brescia.
Ospita le partite casalinghe del Lumezzane, maggiore club calcistico comunale, sia nella sua sezione maschile sia in quella femminile.

## Ubicazione e struttura
L'impianto, inaugurato nel 1988, sorge a circa 1,5 km dal centro cittadino in località Pieve. Dispone di due settori: la gradinata, nella quale solitamente vengono sistemate le tifoserie ospiti, e la tribuna, con capienza più ampia rispetto alla gradinata, parzialmente coperta e dotata di sala stampa.

## Pista di atletica
La pista di atletica è affidata alla gestione della società calcistica Lumezzane, con la particolare convenzione di essere aperta al pubblico in determinati giorni e orari settimanali, ai soli fini amatoriali e con il divieto di calpestare il manto erboso.

## Denominazione
L'impianto in precedenza portava la denominazione di "Nuovo Stadio Comunale". Nel luglio del 2012 il comune di Lumezzane accolse la richiesta formale presentata dal comitato ex giocatori del Lume, intitolando lo stadio a Tullio Saleri, ex giocatore e poi allenatore del Lumezzane. La cerimonia d'intitolazione ufficiale si è svolta il 27 ottobre 2013.